# Vete de mí
Vete de mí és una pel·lícula espanyola de 2006 dirigida per Víctor García León. Es tracta d'un duel interpretatiu sobre els fills que no volen créixer (síndrome de Peter Pan).

## Argument
Santiago (Juan Diego) és el pare de Guillermo (Juan Diego Botto). Un dia el pare, que és actor de teatre un xic patètic que representa una obra xarona amb acudits verds i que viu amb Ana, una actriu molt més jove que ell, rep la visita del seu fill de trente anys, a qui la seva mare (Rosa Maria Sardà) ha fet fora de casa i no té on anar.

## Repartiment
- Juan Diego - Santiago
- Juan Diego Botto - Guillermo
- Cristina Plazas - Ana
- Rosa Maria Sardà - Julia
- Esperanza Roy - Esperanza
- Ana María Vidal - Eugenia
- José Sazatornil - Quique
- Antonio Zabálburu - Carlos
- Blanca Jara - Lara
- Pilar Ortega - Sole
- Iratxe Elorriaga - Manuela
- Mauro Muñiz - Javito

## Comentaris
El director parla de la pel·lícula en els següents termes: Amb Vete de mí volem contar la història del pare de Èdip, una tragèdia grega a Carabanchel, l'angoixa d'un Peter Pan de classe mitjana, Sòfocles segons Azcona (salvant les distàncies...) una comèdia familiar.

## Palmarès cinematogràfic
- 1 Goya al millor actor en la 22a edició (2 nominacions).[5]
- 1 Conquilla de Plata al millor actor. al Festival Internacional de Cinema de Sant Sebastià 2006.[6]
- XVI Premis Turia: Premi als nous realitzadors (2007)[7]
- Fotogramas de Plata 2006 al Millor actor de cinema[8]
- 1 nominació a les Medalles del Cercle d'Escriptors Cinematogràfics de 2006 (millor actor).[9]
- XVI Premis de la Unión de Actores: Premi al millor actor.[10]
- Festival Internacional de Cinema de Viña del Mar: premi al millor actor (Juan Diego)[11]
- Festival Internacional de Cinema de Comedia de Peníscola (2007): millor pel·lícula.[12]